# Henri Bréau
Henri Bréau (* 10. Juni 1900 in Saint-Pierre-d’Oléron; † 11. Dezember 1969 in La Rochelle) war ein französischer Radsportler und nationaler Meister im Radsport.
Als Amateur machte er das erste Mal mit dem vierten Platz bei den Bahnweltmeisterschaften der Steher 1926 auf sich aufmerksam. Henri Bréau war Profi-Radsportler von 1926 bis 1928. Am 25. Mai 1926 stellte er auf dem Autodrome de Linas-Montlhéry mit 93,484 Kilometern einen Stundenweltrekord hinter Schrittmacher auf, der aber wegen technischer Umbauten am Fahrrad nicht anerkannt wurde. Bei den UCI-Bahn-Weltmeisterschaften 1928 in Budapest wurde er Vize-Weltmeister im Steherrennen, bei der nationalen Meisterschaft errang er den Titel.
Wegen seiner geduckten Haltung auf dem Rad hatte Bréau den Spitznamen La Grenouille (der Frosch). Neben dem Radsport war er ein Erfinder und Tüftler: So baute er ein vélo-ski sowie ein avi-cycle. 1933 stellte er ein Fahrrad vor, mit dem man auf Eis fahren konnte. Auch trat er unter dem Namen Grenouille als Jazzmusiker mit dem Akkordeon auf.
Während eines großen Brandes in Paris rettete Henri Bréau mehreren Menschen unter Einsatz seines Lebens das Leben.